# Sư tử biển New Zealand
Phocarctos hookeri là một loài động vật có vú trong họ Otariidae, bộ Ăn thịt. Loài này được Gray mô tả năm 1844.

## Hình ảnh

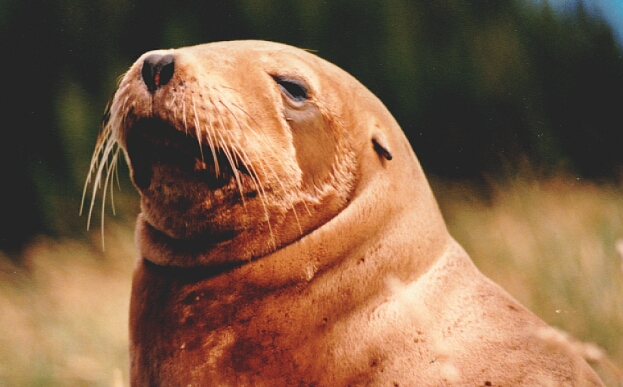
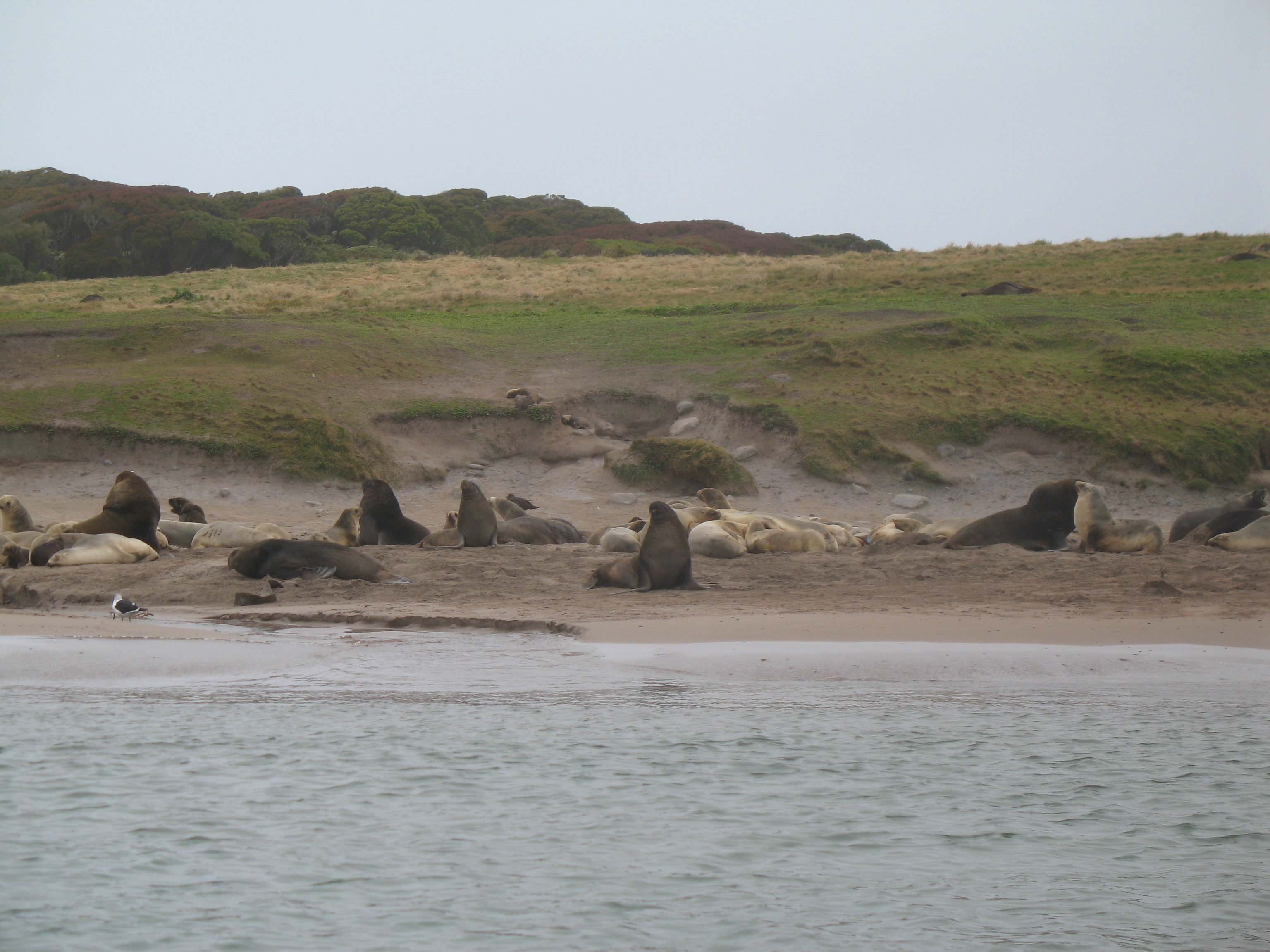
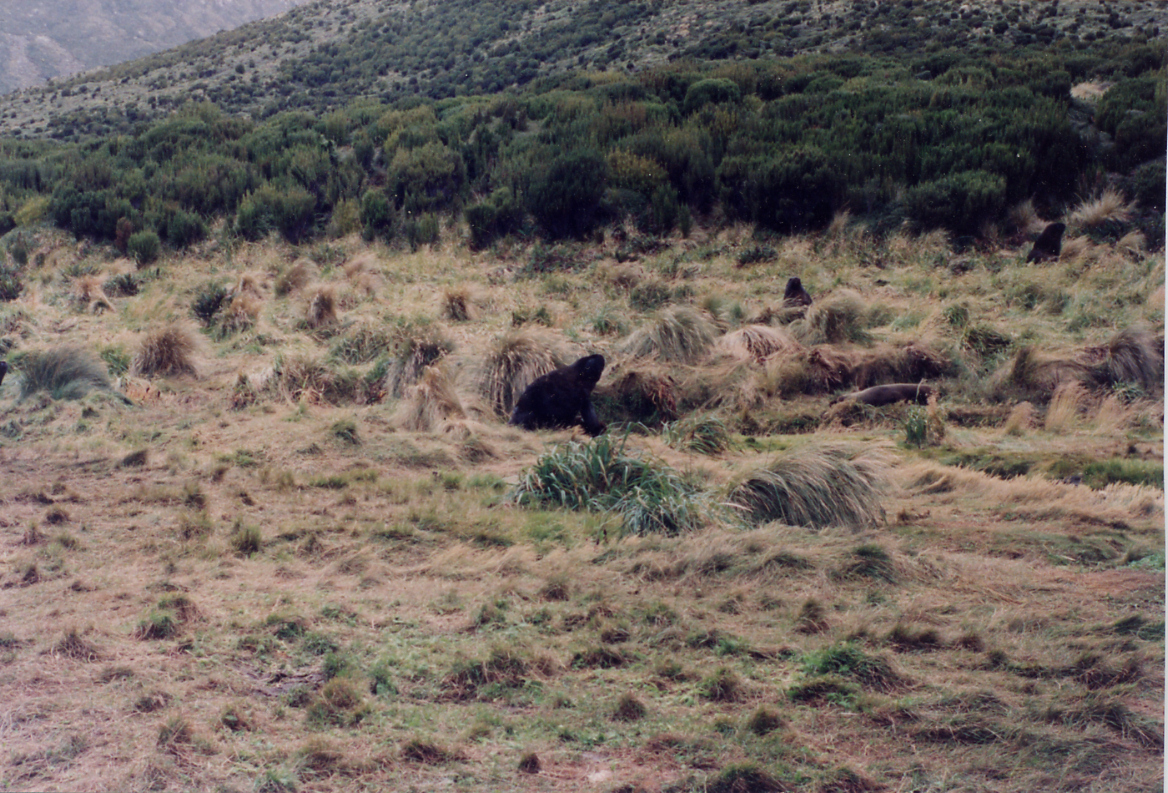
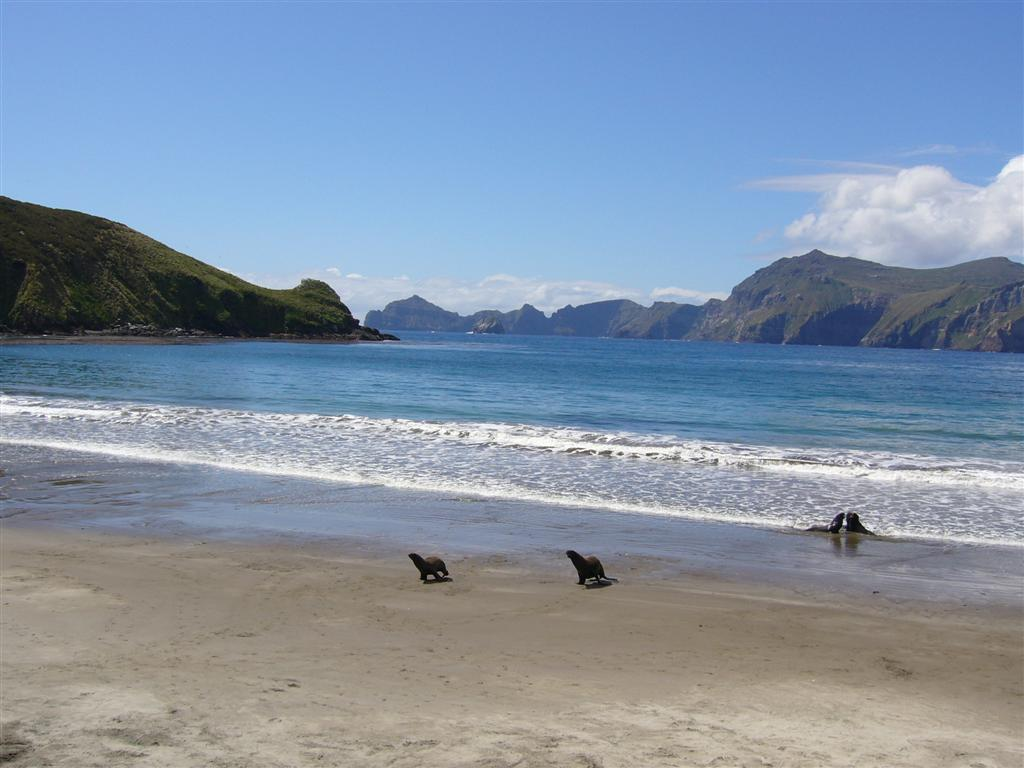
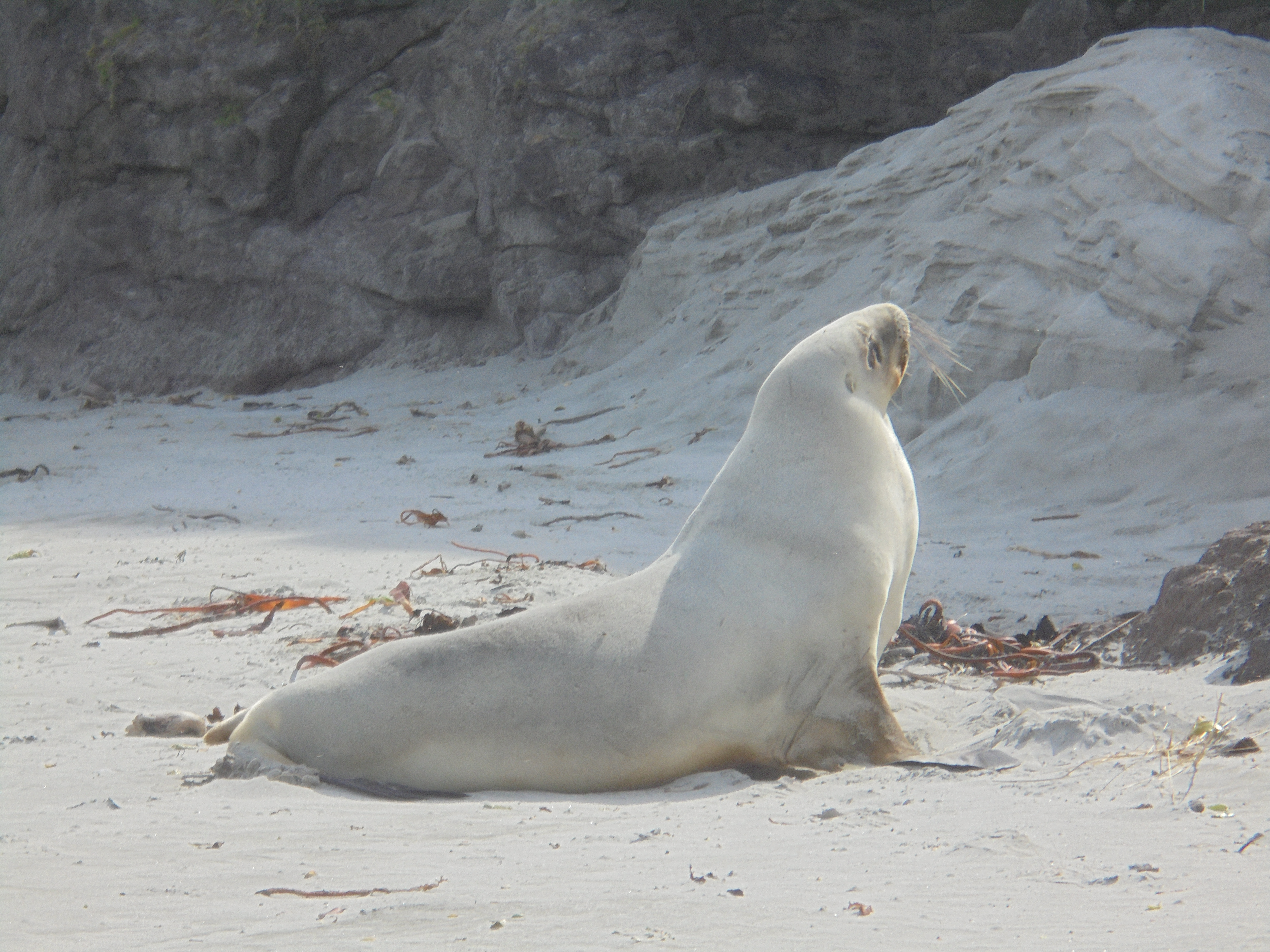